# Biedaszki (Węgorzewo)
Biedaszki (deutsch Biedaschken, 1938–1945 Wieskoppen) ist ein Ort in der polnischen Woiwodschaft Ermland-Masuren, der zur Stadt-und-Land-Gemeinde Węgorzewo (Angerburg) im Powiat Węgorzewski (Kreis Angerburg) gehört.

## Geographische Lage
Biedaszki liegt im Nordosten der Woiwodschaft Ermland-Masuren, zehn Kilometer nordwestlich der Kreisstadt Węgorzewo (Angerburg).

## Geschichte
Das ehedem Biedaschken genannte Dorf wurde um 1595 gegründet. Zwischen 1874 und 1945 gehörte der Ort zum Amtsbezirk Guja (polnisch Guja) im Kreis Angerburg im Regierungsbezirk Gumbinnen der preußischen Provinz Ostpreußen.
116 Einwohner waren im Jahr 1910 in Biedaschken registriert, das am 30. September 1928 um den eingemeindeten Gutsbezirk Leopoldshof (polnisch Wesołowko, nicht mehr existent) erweitert wurde. Aus politisch-ideologischen Gründen der Abwehr fremdländisch klingender Ortsnamen wurde Biedaschken 1938 in Wieskoppen umbenannt.
In Kriegsfolge kam das Dorf 1945 mit dem gesamten südlichen Ostpreußen zu Polen und heißt seither in polnischer Namensform Biedaszki. Heute ist der kleine Ort in das Schulzenamt (polnisch Sołectwo) Wesołowo (Groß Wessolowen, 1938–1945 Raudensee) eingebunden – im Verbund der Stadt- und Landgemeinde Węgorzewo im Powiat Węgorzewski, vor 1998 der Woiwodschaft Suwałki, seither der Woiwodschaft Ermland-Masuren zugehörig.

## Religionen
Biedaschken war vor 1945 in die evangelische Kirche Engelstein in der Kirchenprovinz Ostpreußen der Evangelischen Kirche der Altpreußischen Union und in die katholische Pfarrei Zum Guten Hirten in Angerburg im Bistum Ermland eingepfarrt. Seit 1945 ist Biedaszki Teil der katholischen Pfarrkirche in Węgielsztyn im Bistum Ełk (Lyck) der Römisch-katholischen Kirche in Polen bzw. der evangelischen Kirchengemeinde in Węgorzewo, einer Filialgemeinde der Pfarrei in Giżycko (Lötzen) in der Diözese Masuren der Evangelisch-Augsburgischen Kirche in Polen.

## Verkehr
Biedaszki liegt an einer Nebenstraße, die die Woiwodschaftsstraße 650 bei Przystań (Pristanien, 1938–1945 Primsdorf) über Węgielsztyn (Engelstein) mit Perły (Perlswalde) an der polnischen Landesstraße 63 (frühere deutsche Reichsstraße 131) verbindet. Auf diese Straße trifft in Biedaszki eine von Rudziszki (Raudischken, 1938–1945 Raudingen) über Pasternak (Waldhof) kommende Straße.
Eine Bahnanbindung besteht nicht mehr. Bis 1945 war Perlswalde die nächste Bahnstation. Sie lag an der Bahnstrecke Königsberg–Angerburg, die aufgrund der Grenzziehung zwischen Russland und Polen unterbrochen und auch nicht mehr in Betrieb genommen wurde.